# آهتوپول
آهتوپول شهری در استان بورگاس کشور بلغارستان است که جمعیت آن در سال ۲۰۰۱ میلادی ۱٬۳۲۸ نفر بوده‌است.